# Gare de Fukagawa
La gare de Fukagawa (深川駅, Fukagawa-eki) est une gare ferroviaire située dans la ville de Fukagawa, à Hokkaidō au Japon. Elle est exploitée par la compagnie JR Hokkaido.

## Situation ferroviaire
La gare est située au point kilométrique (PK) 392,9 de la ligne principale Hakodate. Elle marque le début de la ligne principale Rumoi.

## Historique
La gare est inaugurée le 16 juillet 1898.

## Service des voyageurs

### Accueil
La gare dispose d'un bâtiment voyageurs, avec guichets, ouvert tous les jours.

### Desserte
- Ligne principale Hakodate :
  - voie 1 : direction Takikawa, Iwamizawa et Sapporo
  - voies 3 et 4 : direction Asahikawa
- Ligne principale Rumoi :
  - voies 4 et 6 : direction Rumoi